# Mirificarma monticolella
Mirificarma monticolella is een vlinder uit de familie tastermotten (Gelechiidae). De wetenschappelijke naam is voor het eerst geldig gepubliceerd in 1931 door Rebel.
De soort komt voor in Europa.